# Swades: We, the People
Swades (tiếng Anh: Our land; tạm dịch: Vùng đất của chúng ta) là một phim điện ảnh chính kịch Ấn Độ được sản xuất và đạo diễn  bởi Ashutosh Gowariker, dựa trên câu chuyện có thật của một người đàn ông Ấn Độ xư xứ quyết trở về quê hương. Các nhân vật trong phim được thủ vai bởi Shah Rukh Khan, Gayatri Joshi, Kishori Ballal trong vai chính, cùng Daya Shankar Pandey, Rajesh Vivek, Lekh Tandon xuất hiện trong các vai phụ và phần xuất hiện đặc biệt của Makrand Deshpande. Đây là phim điện ảnh Ấn Độ đầi tiên được quay trong trụ sở chính của NASA. Phim cũng trở thành một hiện tượng điện ảnh và được xếp vào hàng kinh điển của điện ảnh Ấn Độ hiện đại, đồng thời phim nhận được những tán thưởng rộng rãi từ giới chuyên môn. Nhạc phim được sáng tác bởi A. R. Rahman, cùng phần lời do Javed Akhtar sáng tác.
Swades thu về ₹152.5 triệu (US$2,4 million) trong nước. Ở thị trường ngoại quốc, phim cán mốc $2,790,000. Phim thống lĩnh số vé của chuỗi rạp Chennai ngay từ tuần đầu ra rạp..

## Cốt truyện
Mohan Bhargava (Shah Rukh Khan thủ vai) là một người Ấn làm việc với chức Quản lí dự án cho chương trình Đo lường Giáng thủy Toàn cầu (GMP) của NASA, Mỹ. He vẫn lo lắng cho Kaveri Amma (Kishori Ballal), một vú nuôi của gia đình anh đang sống ở Uttar Pradesh, người đã luôn chăm sóc anh thuở ấu thơ.
Sau khi bố mẹ của Mohan qua đời, bà vú Kaveri Amma trở về sống tại một ngôi nhà cổ ở Delhi và mất liên lạc với anh. Mohan mong ước được trở về Ấn Độ và đưa Kaveri Amma trở lại sống với anh tại  Mỹ. Anh xin nghỉ phép vài tuần ngắn, thu xếp trở về quê hương.
Anh tìm đến ngôi nhà cổ ấy nhưng biết được tin bà Kaveri không còn sống ở đó nữa và định cư tại một ngôi làng tên Charanpur một vài năm trước. Từ đó anh quyết định đến ngôi làng Charanpur, tại Uttar Pradesh. Tại đây anh đã tìm gặp được người vú nuôi anh yêu thương và tìm hiểu về ngôi làng nhỏ này.